# Čardačani
Čardačani (szerbül: Чардачани), település Bosznia-Hercegovinában, Laktaši községben, Bosanska krajina területén, a Szerb Köztársaságban. 

## Fekvése
Bosznia-Hercegovina északi részén, Banja Lukától légvonalban 14, közúton 19 km-re észak-északkeletre, községközpontjától légvonalban 3, közúton 6 km-re délre, az Orbász jobb oldali mellékvize, a Turjanica-pataktól keletre fekvő dombokon, 128-218 méteres magasságban fekszik. Boškovići, Veliko Blaško, Dovići és Miloševci ffalvak határolják. A falu szeres típusú, a házak főként csoportokban, a dombokon, többnyire településen belüli utak környékén helyezkednek el. A Turjanica a délnyugati oldalon folyik. A Turjanica mellett a legfontosabb vízfolyások az Atipovac, a Pavlovac és a Tikvenjak. Híresebb források Vrapčića és Stupanj vrelo, valamint Salkinac. A terep nagyrészt dombos, kivéve a vízfolyások környékét. A falu körüli jelentősebb dombok: a Blagojevića, a Vasilića, a Davidovića, a Glišića, a Popovića és a Stegića brdo. A falu egyharmada alatt található a Bjelogorica erdő. Nagyobb beosztott falvai: Glišići, Davidovići, Kneževići és Rudići. Jelentősebb ismert helyei: Grabičani, Popov gaj, Tikvenjak és Čardak.

## Népessége
| Nemzetiségi csoport | Népesség 1991 | Népesség 2013 |
| ------------------- | ------------- | ------------- |
| Szerb               | 585           | 659           |
| Bosnyák             | 0             | 0             |
| Horvát              | 1             | 0             |
| Jugoszláv           | 1             | 0             |
| Egyéb               | 9             | 3             |
| Összesen            | 596           | 662           |

## Története
A falu keletkezéséről és népesség származására vonatkozóan nincsenek meggyőző és megbízható adatok. Feltételezik, hogy a falu nevét a török čardak főnévből kapta, mely őrtornyot jelent. A település 1878-ig tartozott az Oszmán Birodalomhoz, ekkor a berlini kongresszus határozata alapján az Osztrák-Magyar Monarchia része lett. 1879-ben az első osztrák-magyar népszámlálás során a Banja Luka-i járáshoz tartozó településnek 31 háztartása és 211 ortodox lakosa volt.  1910-ben a Banja Luka-i járáshoz tartozó településen 66 háztartást, 258 ortodox és 1 muszlim lakost találtak. A monarchia szétesésével 1918-ban előbb a Szerb-Horvát-Szlovén Királyság, majd 1929-től a Jugoszláv Királyság része. 1921-ben a községnek 67 háztartása és 401 lakosa volt. Az 1929-es törvény értelmében, amikor Bosznia-Hercegovinát négy banovinára, Drinskára, Vrbaskára, Zetskára és Primorskára osztották, a település a Vrbaska banovina része lett, amelynek székhelye Banja Luka volt. 
Jugoszlávia megszállása után a Független Horvát Állam (NDH) része lett. A második világháború alatt Lijevče polje települései, köztük Čardačani is segítette a 14. Közép-Boszniai csapásmérő dandár hadműveleteit. Ez volt a Prnjavor felszabadításáért folytatott harc egyik periférikus színtere is. A második világháború után a szocialista Jugoszláviához tartozott. A daytoni békeszerződést követő területfelosztásnál Laktaši község részeként a Szerb Köztársaság területéhez került.

## Gazdaság
A szerb mezőgazdasági szövetkezet 1920 és 1923 között alakult. A szövetkezet ellátta a parasztokat a legszükségesebb ipari cikkekkel, és mezőgazdasági termékek beszerzésével foglalkozott. Ebben az időszakban gazdálkodói tanfolyamokat is tartottak. A Banja Luka-i Mezőgazdasági Iskola tanárai jöttek a faluba és tartottak előadásokat.
Čardačani lakossága főként mezőgazdasággal foglalkozik, kisebb része pedig Banja Lukában, Laktašiban és külföldön (főleg Ausztriában) dolgozik. Búzát, kukoricát, árpát és zabot termesztenek, és a gyümölcsök (szilva, alma, körte, cseresznye, dió, eper), valamint zöldségek (burgonya, paprika, paradicsom, káposzta, zöldbab) is jól megteremnek.

## Infrastruktúra
A település déli oldalán halad át a 3 km hosszú Klašnica-Prnjavor főút. A falun belül több, összesen 14 km hosszú út halad át, amelyeket fokozatosan aszfaltoznak. Az első, 2,3 km hosszú szakasz 1988-ban, az utolsó pedig 2009-ben került forgalomba.
Čardačani 1977 óta rendelkezik helyi vízellátással, 2006 óta pedig vezetékes vízellátással. A település 1969-ben kapott áramot, a kisfeszültségű hálózatot 2008-ban újították fel, amikor a faoszlopokat betonoszlopokra cserélték, és két alállomást is telepítettek. A telefonkapcsolatok 2000 óta működnek.
A faluban benzinkút van, de bolt nincs.

## Kultúra
- Az 1927-ben Szarajevóban kiadott „Prosvjeta” 1902–1927 című könyv adatai szerint Čardačani faluban az SKPD „Prosvjeta” kulturális egyesület 1919-ben alakult meg.[3]

- A „Zmijanje” Kulturális és Oktatási Egyesületet 1937-ben alapították Čardačaniban. Az egyesület mintegy 60 tagot tömörített Boškovićból, Dovićból, Miloševciből és Čardačaniból és 1941-ig működött.[3]

## Oktatás
Egyes források szerint Čardačaniban az első iskola 1931-ben nyílt meg, és egészen a második világháború kezdetéig működött. A háború alatt a németek lebombázták. 1946-tól az iskola a paplakban működött 1964-ig. Abban az évben épült egy új iskolaépület, amelyben 1976-ig tartottak az órákat, amikor Boškovićiben megnyílt az iskola és a tanulók ezután oda jártak. Ma az egykori iskola épületében öt menekült szerb család él.

## Nevezetességei
A faluban található az 1895-ben épült ortodox templom, amelyet Szűz Mária mennybemenetelének tiszteletére szenteltek. Az 1969-es földrengésben megsérült. Kétszer javították, a földrengés után és 1980-ban. A plébániaház 1991-ben épült, 2001-ben szentelték fel. A plébániához Čardačani, Aleksići, Boškovići, Dovići, Miloševci és Petoševci falvak tartoznak.